# Ottomar Anschütz
Ottomar Anschütz (Leszno, 1846 – Friedenau, 1907) è stato un fotografo tedesco.
Tra i pionieri della moderna fotografia, sviluppò notevolmente i metodi di ripresa per foto istantanee tenendosi in contatto con Eadweard Muybridge ed altri importanti fotografi dell'epoca.